# Msg
Msg是一种Windows Msg命令，用于将消息发送给用户。

## 用法
C:\Users\leniy>msg /?
将消息发送给用户。
MSG {username | sessionname | sessionid | @filename | *}
```
   [/SERVER:servername] [/TIME:seconds] [/V] [/W] [message]
```

```
 username            标识指定的用户名。
 sessionname         会话名。
 sessionid           会话 ID。
 @filename           识别这样一个文件，该文件含有将所发消息发送到的用户
                     名、会话名和会话标识号的列表。
 *                   给指定服务器上的所有会话发送信息。
 /SERVER:servername  要联系的服务器(默认值是当前值)。
 /TIME:seconds       等待接收器确认消息的时间延迟。
 /V                  显示有关执行的操作的信息。
 /W                  等待用户的响应，跟 /V 一起有用。
 message             要发送的消息。如果没有指定，发出提示，或者从 stdin
                     读取。
```

## 示例
msg * /server:127.0.0.1 test

## 向另一台电脑发送消息
需要双方都开启messenger服务。